# European Challenge Cup 1996-1997
La European Challenge Cup 1996-97 (in inglese 1996–97 European Challenge Cup; in francese Challenge européen 1996-97) fu la 1ª edizione della European Challenge Cup, competizione per club di rugby a 15 organizzata da European Rugby Cup come torneo cadetto della Heineken Cup.
Si tenne dal 12 ottobre 1996 al 26 gennaio 1997 tra 24 squadre di club provenienti dalle federazioni di Francia, Galles, Inghilterra, Irlanda, Italia, Romania e Scozia e vide la vittoria finale del Bourgoin-Jallieu che in finale batté i connazionali del Castres per 18 punti a 9.

## Formula
Le 24 squadre furono suddivise in 4 gironi da sei squadre ciascuno, ognuna delle quali dovette affrontare in gara di andata e ritorno tutti gli altri avversari.
Le prime due classificate di ogni girone passarono ai quarti di finale a eliminazione diretta in gara unica: ciascuna prima classificata di ogni girone fu accoppiata a una seconda non proveniente dal suo stesso girone.
Le semifinali si tennero tra le vincitrici dei due quarti di finale.
La finale si tenne allo Stade de la Méditerranée di Béziers (Francia).

## Squadre partecipanti
| Girone 1 | Girone 2 | Girone 3 | Girone 4 |
| --- | --- | --- | --- |
| - Agen (Francia) - Montferrand (Francia) - Newbridge (Galles) - Newport (Galles) - Sale Sharks (Inghilterra) - Glasgow Warriors (Scozia) | - Castres (Francia) - Narbonne (Francia) - Bridgend (Galles) - Treorchy (Galles) - Bristol (Inghilterra) - Dinamo Bucarest (Romania) | - Tolone (Francia) - Dunvant (Galles) - Northampton (Inghilterra) - Orrell (Inghilterra) - Connacht (Irlanda) - Petrarca (Italia) | - Bordeaux-Bègles-Gironde (Francia) - Bourgoin-Jallieu (Francia) - Ebbw Vale (Galles) - Swansea (Galles) - Gloucester (Inghilterra) - London Irish (Inghilterra) |

## Fase a gironi

### Girone A
| Data       | Incontro                  | Risultato |
| ---------- | ------------------------- | --------- |
| 12-10-1996 | Newbridge — Glasgow       | 38-62     |
| 12-10-1996 | Sale Sharks — Montferrand | 12-17     |
| 12-10-1996 | Agen — Newport            | 32-13     |
| 16-10-1996 | Glasgow — Sale Sharks     | 9-19      |
| 16-10-1996 | Newport — Newbridge       | 24-9      |
| 16-10-1996 | Agen — Montferrand        | 27-17     |
| 19-10-1996 | Montferrand — Glasgow     | 76-9      |
| 19-10-1996 | Newbridge — Agen          | 13-30     |
| 19-10-1996 | Sale Sharks — Newport     | 52-22     |
| 26-10-1996 | Newbridge — Montferrand   | 12-46     |
| 26-10-1996 | Newport — Glasgow         | 25-10     |
| 26-10-1996 | Agen — Sale Sharks        | 33-16     |
| 2-11-1996  | Glasgow — Agen            | 23-34     |
| 2-11-1996  | Montferrand — Newport     | 55-14     |
| 2-11-1996  | Sale Sharks — Newbridge   | 57-34     |

#### Classifica
| Pos | Squadra     | G | V | N | P | PF  | PS  | P±   | PT |
| --- | ----------- | - | - | - | - | --- | --- | ---- | -- |
| A1  | Agen        | 5 | 5 | 0 | 0 | 156 | 82  | 74   | 10 |
| A2  | Montferrand | 5 | 4 | 0 | 1 | 211 | 74  | 137  | 8  |
| A3  | Sale Sharks | 5 | 3 | 0 | 2 | 166 | 115 | 51   | 6  |
| A4  | Newport     | 5 | 2 | 0 | 3 | 98  | 158 | −60  | 4  |
| A5  | Glasgow     | 5 | 1 | 0 | 4 | 113 | 202 | −89  | 2  |
| A6  | Newbridge   | 5 | 0 | 0 | 5 | 106 | 219 | −113 | 0  |

### Girone B
| Data       | Incontro                   | Risultato |
| ---------- | -------------------------- | --------- |
| 12-10-1996 | Bridgend — Castres         | 23-36     |
| 12-10-1996 | Bristol — Treorchy         | 53-3      |
| 12-10-1996 | Narbona — Dinamo Bucarest  | 73-22     |
| 16-10-1996 | Bridgend — Bristol         | 30-27     |
| 16-10-1996 | Castres — Dinamo Bucarest  | 67-6      |
| 16-10-1996 | Treorchy — Narbona         | 19-26     |
| 19-10-1996 | Bridgend — Dinamo Bucarest | 24-24     |
| 19-10-1996 | Bristol — Narbona          | 16-18     |
| 19-10-1996 | Castres — Treorchy         | 61-17     |
| 26-10-1996 | Bristol — Castres e        | 14-27     |
| 26-10-1996 | Dinamo Bucarest — Treorchy | 38-31     |
| 26-10-1996 | Narbona — Bridgend         | 33-17     |
| 2-11-1996  | Dinamo Bucarest — Bristol  | 18-19     |
| 2-11-1996  | Narbona — Castres          | 11-16     |
| 2-11-1996  | Treorchy — Bridgend        | n/d       |

#### Classifica
| Pos | Squadra         | G | V | N | P | PF  | PS  | P±   | PT |
| --- | --------------- | - | - | - | - | --- | --- | ---- | -- |
| B1  | Castres         | 5 | 5 | 0 | 0 | 207 | 71  | 136  | 10 |
| B2  | Narbona         | 5 | 4 | 0 | 1 | 161 | 90  | 71   | 8  |
| B3  | Dinamo Bucarest | 5 | 2 | 1 | 2 | 109 | 213 | −104 | 5  |
| B4  | Bridgend        | 4 | 1 | 1 | 2 | 94  | 120 | −26  | 3  |
| B5  | Bristol         | 5 | 1 | 0 | 4 | 128 | 99  | 29   | 2  |
| B6  | Treorchy        | 4 | 0 | 0 | 4 | 72  | 178 | −106 | 0  |

### Girone C
| Data       | Incontro               | Risultato |
| ---------- | ---------------------- | --------- |
| 12-10-1996 | Connacht — Petrarca    | 34-12     |
| 12-10-1996 | Orrell — Dunvant       | 32-29     |
| 12-10-1996 | Tolone — Northampton   | 29-38     |
| 16-10-1996 | Dunvant — Connacht     | 26-9      |
| 16-10-1996 | Northampton — Orrell   | 61-7      |
| 16-10-1996 | Tolone — Petrarca      | 32-23     |
| 19-10-1996 | Connacht — Northampton | 11-31     |
| 19-10-1996 | Orrell — Tolone        | 23-28     |
| 19-10-1996 | Petrarca — Dunvant     | 49-11     |
| 26-10-1996 | Northampton — Dunvant  | 48-32     |
| 26-10-1996 | Orrell — Petrarca      | 42-25     |
| 26-10-1996 | Tolone — Connacht      | 44-10     |
| 2-11-1996  | Connacht — Orrell      | 30-18     |
| 2-11-1996  | Dunvant — Tolone       | 8-31      |
| 2-11-1996  | Petrarca — Northampton | 9-29      |

#### Classifica
| Pos | Squadra     | G | V | N | P | PF  | PS  | P±  | PT |
| --- | ----------- | - | - | - | - | --- | --- | --- | -- |
| C1  | Northampton | 5 | 5 | 0 | 0 | 207 | 88  | 119 | 10 |
| C2  | Tolone      | 5 | 4 | 0 | 1 | 164 | 102 | 62  | 8  |
| C3  | Orrell      | 5 | 2 | 0 | 3 | 122 | 173 | −51 | 4  |
| C4  | Connacht    | 5 | 2 | 0 | 3 | 94  | 131 | −37 | 4  |
| C5  | Dunvant     | 5 | 1 | 0 | 4 | 106 | 169 | −63 | 2  |
| C6  | Petrarca    | 5 | 1 | 0 | 4 | 118 | 148 | −30 | 2  |

### Girone D
| Data       | Incontro                           | Risultato |
| ---------- | ---------------------------------- | --------- |
| 12-10-1996 | Bourgoin-Jallieu — Bordeaux-Bègles | 45-22     |
| 12-10-1996 | Gloucester — Ebbw Vale             | 59-7      |
| 12-10-1996 | Swansea — London Irish             | 63-38     |
| 16-10-1996 | Ebbw Vale — Swansea                | 3-32      |
| 16-10-1996 | Gloucester — Bordeaux-Bègles       | 10-17     |
| 16-10-1996 | London Irish — Bourgoin-Jallieu    | 13-34     |
| 19-10-1996 | Bordeaux-Bègles — London Irish     | 32-6      |
| 19-10-1996 | Bourgoin-Jallieu — Ebbw Vale       | 39-3      |
| 19-10-1996 | Swansea — Gloucester               | 62-12     |
| 26-10-1996 | Ebbw Vale — London Irish           | 28-20     |
| 26-10-1996 | Swansea — Bordeaux-Bègles          | 31-31     |
| 26-10-1996 | Gloucester — Bourgoin-Jallieu      | 9-24      |
| 2-11-1996  | Bordeaux-Bègles — Ebbw Vale        | 93-3      |
| 2-11-1996  | Bourgoin-Jallieu — Swansea         | 54-19     |
| 2-11-1996  | London Irish — Gloucester          | 13-29     |

#### Classifica
| Pos | Squadra                 | G | V | N | P | PF  | PS  | P±   | PT |
| --- | ----------------------- | - | - | - | - | --- | --- | ---- | -- |
| D1  | Bourgoin-Jallieu        | 5 | 5 | 0 | 0 | 196 | 66  | 130  | 10 |
| D2  | Bordeaux-Bègles-Gironde | 5 | 3 | 1 | 1 | 195 | 99  | 96   | 7  |
| D3  | Swansea                 | 5 | 3 | 1 | 1 | 207 | 138 | 69   | 7  |
| D4  | Gloucester              | 5 | 2 | 0 | 3 | 119 | 123 | −4   | 4  |
| D5  | Ebbw Vale               | 5 | 1 | 0 | 4 | 48  | 243 | −195 | 2  |
| D6  | London Irish            | 5 | 0 | 0 | 5 | 90  | 186 | −96  | 0  |

## Fase aplay-off
|  | Quarti di finale | Quarti di finale        | Quarti di finale |                  |                  | Semifinali | Semifinali | Semifinali |  |  | Finale | Finale  | Finale |
|  |                  |                         |                  |                  |                  |            |            |            |  |  |        |         |        |
|  | 1                | Castres                 | 23               |                  |                  |            |            |            |  |  |        |         |        |
|  | 6                | Tolone                  | 15               |                  |                  |            |            |            |  |  |        |         |        |
|  | 6                | Tolone                  | 15               |                  | 1                | Castres    | 23         |            |  |  |        |         |        |
|  |                  |                         |                  |                  | 1                | Castres    | 23         |            |  |  |        |         |        |
|  |                  | 4                       | Agen             | 6                |                  |            |            |            |  |  |        |         |        |
|  | 4                | 4                       | Agen             | 6                | Agen             | 20         |            |            |  |  |        |         |        |
|  | 4                |                         |                  |                  | Agen             | 20         |            |            |  |  |        |         |        |
|  | 8                | Bordeaux-Bègles-Gironde | 15               |                  |                  |            |            |            |  |  |        |         |        |
|  |                  |                         |                  |                  |                  |            |            |            |  |  | 1      | Castres | 9      |
|  |                  |                         | 3                | Bourgoin-Jallieu | 18               |            |            |            |  |  |        |         |        |
|  | 2                | Northampton             | 22               |                  |                  |            |            |            |  |  |        |         |        |
|  | 7                | Narbonne                | 23               |                  |                  |            |            |            |  |  |        |         |        |
|  | 7                | Narbonne                | 23               |                  | 7                | Narbonne   | 6          |            |  |  |        |         |        |
|  |                  |                         |                  |                  | 7                | Narbonne   | 6          |            |  |  |        |         |        |
|  |                  | 3                       | Bourgoin-Jallieu | 29               |                  |            |            |            |  |  |        |         |        |
|  | 3                | 3                       | Bourgoin-Jallieu | 29               | Bourgoin-Jallieu | 17         |            |            |  |  |        |         |        |
|  | 3                |                         |                  |                  | Bourgoin-Jallieu | 17         |            |            |  |  |        |         |        |
|  | 5                | Montferrand             | 15               |                  |                  |            |            |            |  |  |        |         |        |

### Quarti di finale
| Arbitro: | Didier Mené |

|               |      |              |
| Bouic Prosper | mt   | Carré Ossard |
| Prosper (2)   | tr   | Berthe       |
| Prosper       | c.p. | Berthe       |
| Cistaq        | drop |              |

| Arbitro: | Patrick Robin |

|               |      |           |
| Leflamand (2) | mt   |           |
| Peclier (2)   | tr   |           |
| Peclier       | c.p. | Nicol (3) |
|               | drop | Nicol (2) |

| Arbitro: | Daniel Gillet |

|               |      |           |
| Hallinger (2) | mt   | Doui Moni |
| Savy (2)      | tr   | Teisseire |
| Savy (2) Vile | c.p. | Teisseire |

| Arbitro: | Andrew Watson |

|             |      |                |
| Hunter      | mt   | Arlettaz Roule |
| Grayson     | tr   | Benacloi (2)   |
| Grayson (5) | c.p. | Benacloi (3)   |

### Semifinali
| Arbitro: | Bernard Pérez |

|                 |      |           |
| Geany Leflamand | mt   |           |
| Péclier (2)     | tr   |           |
| Péclier (5)     | c.p. | Valis (2) |

| Arbitro: | Joel Dumé |

|               |      |             |
| Aue Garrigues | mt   |             |
| Paillat (2)   | tr   |             |
| Paillat (3)   | c.p. | Prosper (2) |

### Finale
| Arbitro: | Patrick Robin |

|                                     |      |                           |
| Péclier 9’, 30’ Favre 54’, 62’, 73’ | c.p. | 15’ Palliat 38’, 79’ Savy |
| Péclier 80+2’                       | drop |                           |